# Grant Batty
Grant Bernard Batty (* 31. August 1951 in Greytown, Neuseeland) ist ein ehemaliger neuseeländischer Rugby-Union-Spieler auf der Position des Außendreiviertels.

## Biografie
Er ging auf die St Mary’s Convent School in Carterton und auf die Greytown Public School zur Schule, bevor er auf das Kuranui College wechselte, wo er alle dortigen Rugbymannschaften durchlief. Nach seiner Schulzeit ging er 1970 nach Wellington auf die Victoria University of Wellington für deren Rugbymannschaft er spielte. Noch im selben Jahr wurde er zum ersten Mal in die Auswahlmannschaft der Wellington RFU berufen. Außerdem lief er ebenfalls für die nationale Universitätsauswahl auf. Da er jedoch merkte, dass er sich bei den Victoria University Old Boys nicht durchsetzen konnte, wechselte er 1971 zum neugegründeten Verein Wellington Marist-St Pat’s. Dort spielte er erstmals als Außendreiviertel. Zuvor wurde er vor allem als Gedrängehalb, aber auch als Innendreiviertel und Schlussmann eingesetzt. Des Weiteren verlor er mit seiner Provinz Wellington 1971 gegen die in Neuseeland tourenden British and Irish Lions.
1972 spielte Batty für die neuseeländische Juniorennationalmannschaft als Außendreiviertel auf deren Tour in Australien. Aufgrund seiner Leistungen wurde er im selben Jahr in den Kader der neuseeländischen Nationalmannschaft (All Blacks) nominiert und tourte mit ihr in Europa. Dort spielte er in allen fünf Länderspielen gegen England, Frankreich, Irland, Schottland und Wales. Drei der Spiele konnten gewonnen werden, wohingegen die All Blacks gegen Irland 10:10 unentschieden spielten und gegen Frankreich verloren.
Mit Wellington errang er 1974 gegen die South Canterbury RFU den Ranfurly Shield. Dieser konnte jedoch nur in einem Spiel erfolgreich verteidigt werden, bevor man ihn im selben Jahr an die Auckland RFU verlor. Außerdem gelang es Batty mit seiner Nationalmannschaft 1974 den Bledisloe Cup gegen die australische Nationalmannschaft (Wallabies) zu verteidigen. Er lief in zwei der drei Länderspiele auf, die beide gewonnen wurden.
Ende 1975 zog er nach Tauranga, um dort als Manager der neuseeländischen Bank PSIS zu arbeiten. Deshalb wechselte er zum Rugbyverein Tauranga Old Boys und zu dessen übergeordneten Provinzverband Bay of Plenty RU. 1976 verletzte er sich bei einem Saisonvorbereitungsspiel sehr schwer am Knie. Trotz dieser Verletzung tourte er mit den All Blacks in Südafrika und spielte in allen vier Länderspielen gegen die südafrikanische Nationalmannschaft (Springboks). Die Neuseeländer konnten nur ein Länderspiel gewinnen und verloren die anderen drei. Wegen seiner Verletzung und der Südafrikatour verpasste Batty Bay of Plentys Gewinn der neueingeführten, landesweiten Meisterschaft National Provincial Championship (NPC).
Als die British and Irish Lions 1977 in Neuseeland tourten, stand er in der Startaufstellung der All Blacks für das erste Länderspiel. Bei dem Spiel legte er, nachdem er einen Pass abfing und 50 m sprintete,  den Versuch, der den 16:12-Sieg über die Lions sicherte. Obwohl er auch im zweiten Länderspiel auflaufen sollte, verkündete er nach dem Sieg seinen Rücktritt von der Nationalmannschaft.
Nach seiner aktiven Rugbykarriere erschien 1977 eine Biographie über ihn. In späteren Jahren zog er nach Australien.